# Philoliche longirostris
Philoliche longirostris är en tvåvingeart som först beskrevs av Thomas Hardwicke 1823.  Philoliche longirostris ingår i släktet Philoliche och familjen bromsar. Inga underarter finns listade i Catalogue of Life.